# Druga nogometna liga Herceg-Bosne
Druga nogometna liga Herceg-Bosne je bilo natjecanje za klubove bosanskohercegovačkih Hrvata u Bosni i Hercegovini koji su živjeli u dijelovima zemlje pod kontrolom HVO-a za vrijeme rata u toj zemlji i poslijeraća. Ligu je organizirao Nogometni savez Herceg-Bosne odnosno regionalni savezi.
Bila je drugoligaško natjecanje, a kroz godine igrala se u različitim formatima. Liga je prestala postojati nakon sezone 1999./2000. 

## Osvajači
(popis nepotpun)
- 1994./95.
  - Herceg Bosna – Jug: NK Cim
  - Herceg Bosna – Sjever: NK Kamešnica Podhum
  - Srednja Bosna: NK Dragovoljac Kiseljak
- 1995./96.
  - Herceg Bosna – Jug: HNK Višići Svissco
  - Herceg Bosna – Zapad: NK Boljava Drinovci
  - Srednja Bosna: NK Šantići
- 1996./97.
  - Zapad: HNK Sloga Uskoplje
  - Jug: HNK Brotnjo Čitluk
  - Srednja Bosna: NK Usora Žabljak
  - Bosanska Posavina: NK Napredak Matići[1][2]
- 1997./98.
  - Sjever: NK Odžak 102[3]
  - Jug: NK Redarstvenik Mostar[4]
- 1998./99.
  - Sjever: NK Žepče[5]
  - Jug: HNK Čapljina
- 1999./00.
  - Sjever: NK Odžak 102[6]
  - Jug: HNK Grude[7]